# Тирийо
Тири́йо — индейский народ. Проживает в основном в Бразилии. «Тирийо» — это название восточной группы; в Суринаме этот народ называется «трио»; название западной группы — «тарен’о».

## Общие сведения
Относится к группе карибов, которые проживают на юге Суринама, этническая численность составляет около 500 человек, согласно данным за 2000 год. Также проживают в граничащих с ним районах Бразилии, там их численность составляет около 100 человек. Язык, на котором говорят тирийо, называют трио. Имеет схожесть с языком хишкарьяна (Meira and Franchetto 2005: 128). Язык тирийо состоит из 17 сегментов: 7 гласных и 10 согласных (Meira 2001: 119). Очень сложно выявить регулярный образец чередования длинных и коротких гласных букв (Meira 1998: 352). 
Тирийо делятся на 13 тотемных групп (люди Орла, Осы, Тапира, Голубя и т. п.).

## Традиционная материальная культура

### Жилища
В одном жилище живёт одна семья, жилище в форме стога, с одним или двумя входами. Жилища расположены вокруг площади.

### Занятия
Занимаются ручным подсечно-огневым земледелием. Выращивают горький маниок, бананы, ананасы, сахарный тростник, ямс, сладкий картофель, кукуруза, хлопчатник, табак. В их занятия входит также охота, рыбная ловля, собирательство. Мужчины тирийо занимаются плетеним, а женщины — лепкой грубой керамики.

### Одежда
Наиболее характерная женская традиционная одежда — хлопчатобумажный передник. Распространена церемониальная окраска тела красной и чёрной красками.

### Пища
Излюбленные традиционные блюда — варёное с перцем мясо и маниоковые лепёшки, напиток из маниока. На общинных трапезах мужчины едят отдельно от женщин.